# Este Tonto
Este Tonto (em inglês:  This Fool) é uma série de televisão de comédia americana criada por Chris Estrada, Pat Bishop, Matt Ingrebretson e Jake Weisman, e estrelada por Estrada e Frankie Quiñones. Ela estreou no Hulu em 12 de agosto de 2022.

## Sinopse
Julio Lopez tem 30 anos e ainda mora com a mãe e a avó em seu quarto de infância. Ele trabalha no Hugs Not Thugs, um centro de reabilitação de gangues em Los Angeles que ajuda pessoas recentemente encarceradas a se reajustarem à vida fora da prisão. Seu primo mais velho Luis é um ex-membro de gangue que foi recentemente libertado da prisão após um período de oito anos, e agora está no programa Hugs Not Thugs.

## Elenco
- Chris Estrada como Julio Lopez
- Frankie Quiñones como Luis
- Michael Imperioli como Ministro Payne
- Michelle Ortiz como Maggie
- Laura Patalano como Esperanza
- Julia Vera como Maria

## Episódios
| N.º | Título                    | Dirigido por      | Escrito por                                                 | Lançamento           |
| --- | ------------------------- | ----------------- | ----------------------------------------------------------- | -------------------- |
| 1   | "A Storm is Coming"       | Pat Bishop        | Chris Estrada, Jake Weisman, Matt Ingrebretson & Pat Bishop | 12 de agosto de 2022 |
| 2   | "Putazos"                 | Pat Bishop        | Curtis Cook                                                 | 12 de agosto de 2022 |
| 3   | "Emotional Timothy"       | Matt Ingrebretson | Eliza Jiménez Cossio                                        | 12 de agosto de 2022 |
| 4   | "Y Tu Julio También"      | Pat Bishop        | Caroline Anderson & Jake Weisman                            | 12 de agosto de 2022 |
| 5   | "Sandy Says"              | Diego Velasco     | Pat Bishop & Johan Miranda                                  | 12 de agosto de 2022 |
| 6   | "Los Botes"               | Diego Velasco     | Monica Padrick                                              | 12 de agosto de 2022 |
| 7   | "Shit or Get Off the Pot" | Pat Bishop        | Tamara Yajia                                                | 12 de agosto de 2022 |
| 8   | "The Devil Made Me Do It" | Pat Bishop        | Jonathan Cerda-Rowell                                       | 12 de agosto de 2022 |
| 9   | "F*ck the Rich"           | Matt Ingrebretson | Matt Ingrebretson                                           | 12 de agosto de 2022 |
| 10  | "A Fresh Start"           | Matt Ingrebretson | Chris Estrada                                               | 12 de agosto de 2022 |

## Produção
A série foi criada por Chris Estrada com os produtores Pat Bishop, Matt Ingrebretson e Jake Weisman. Bishop, Ingrebretson e Weisman, que na época estavam produzindo a série Corporate da Comedy Central, abordaram Estrada sobre a criação de um show em 2018. Fred Armisen é produtor executivo.

## Lançamento
Todos os 10 episódios da série estrearam no Hulu em 12 de agosto de 2022.